# Auburn Automobile Company

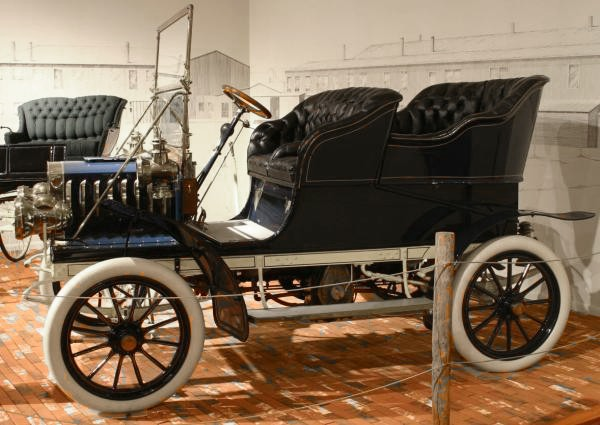
Auburn von 1904

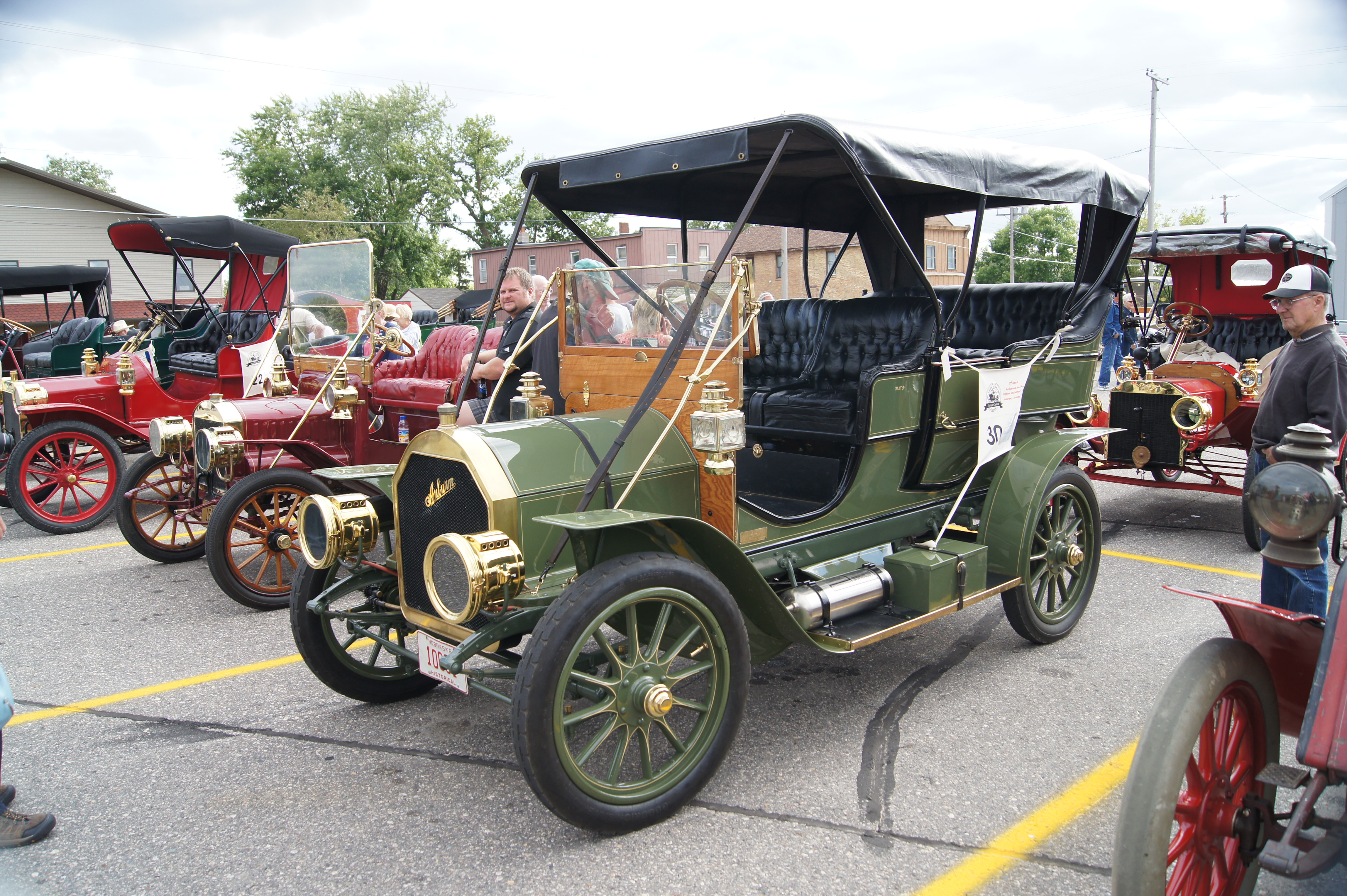
Auburn von 1909

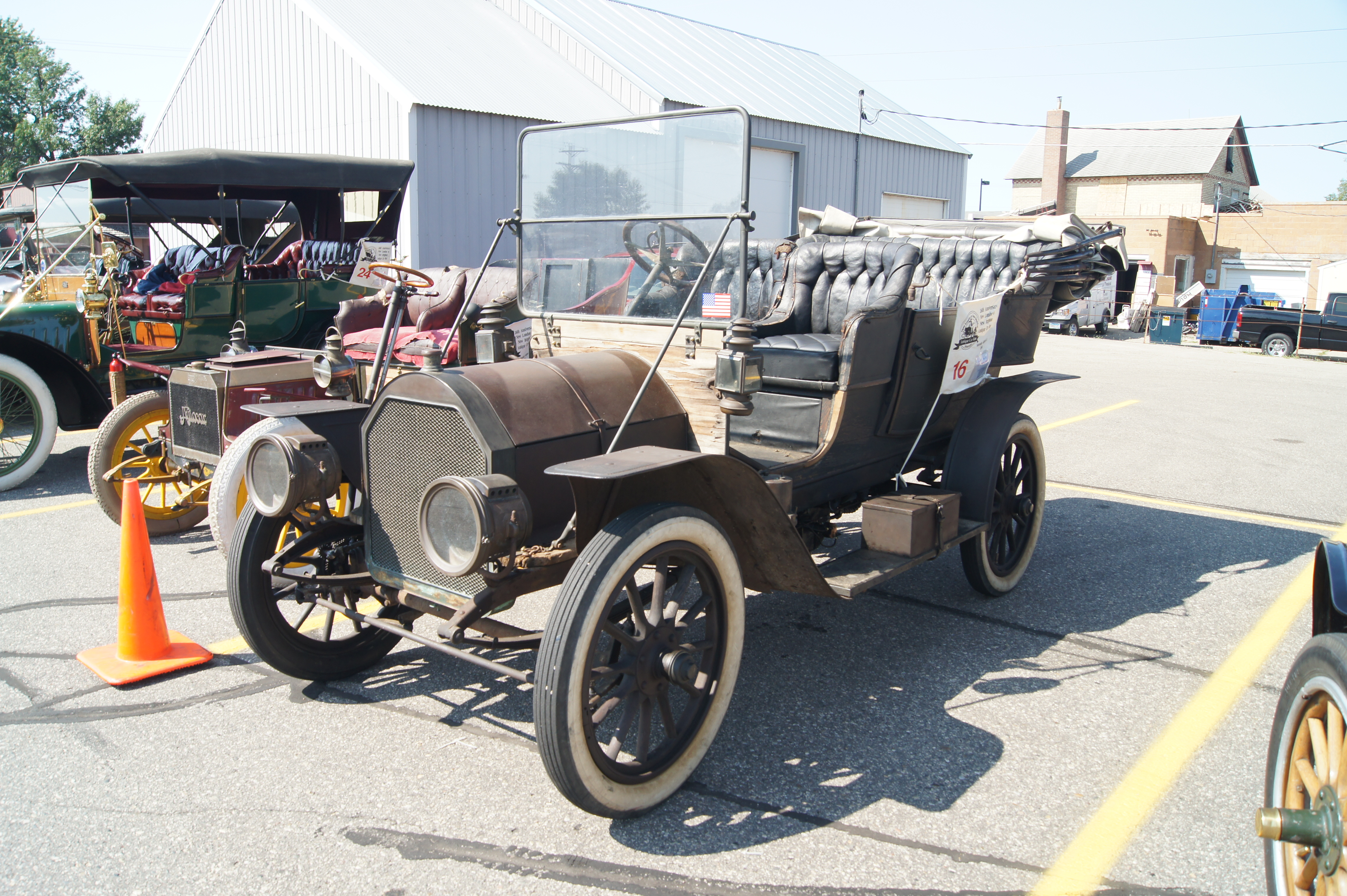
Auburn von 1910

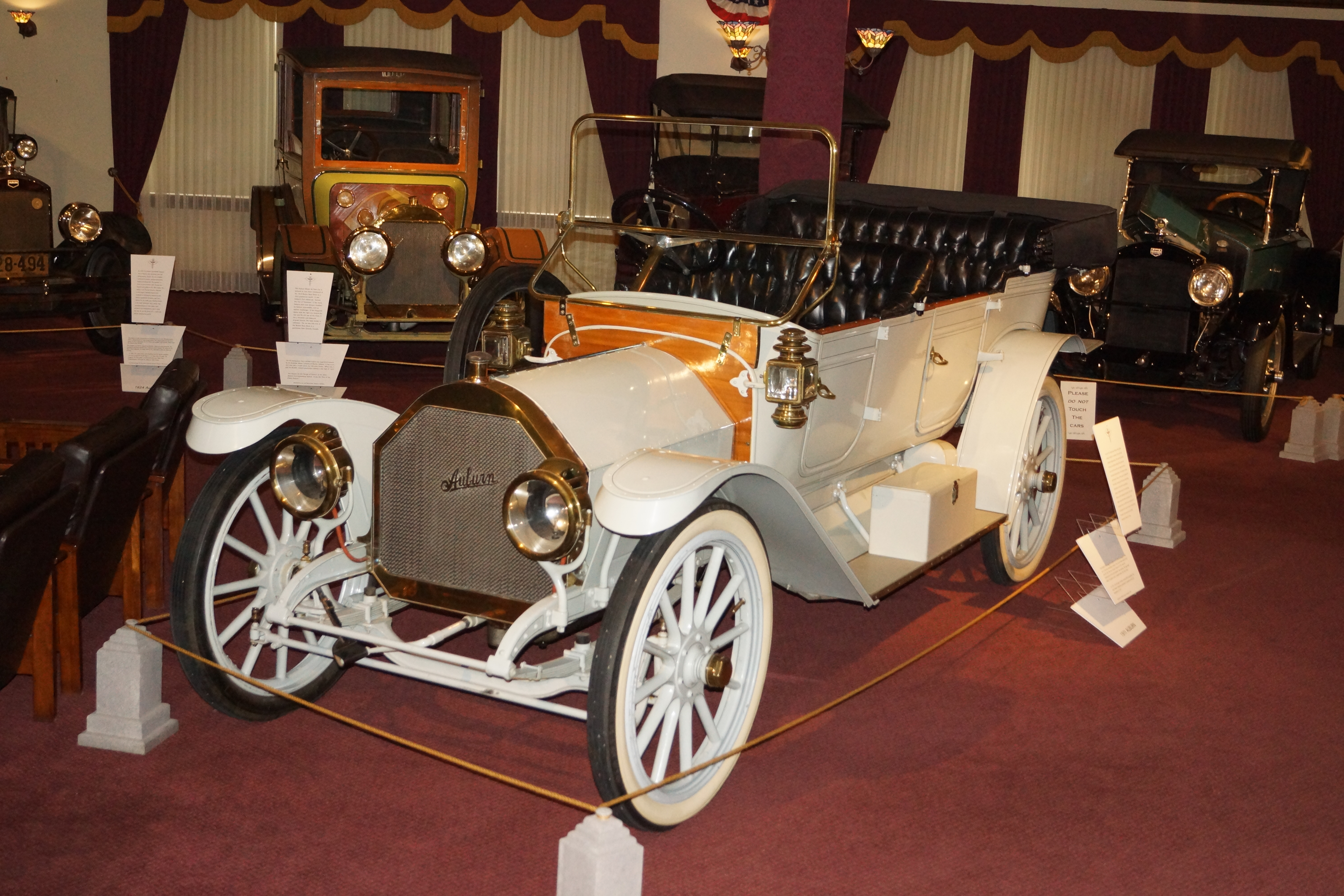
Auburn Model N von 1911

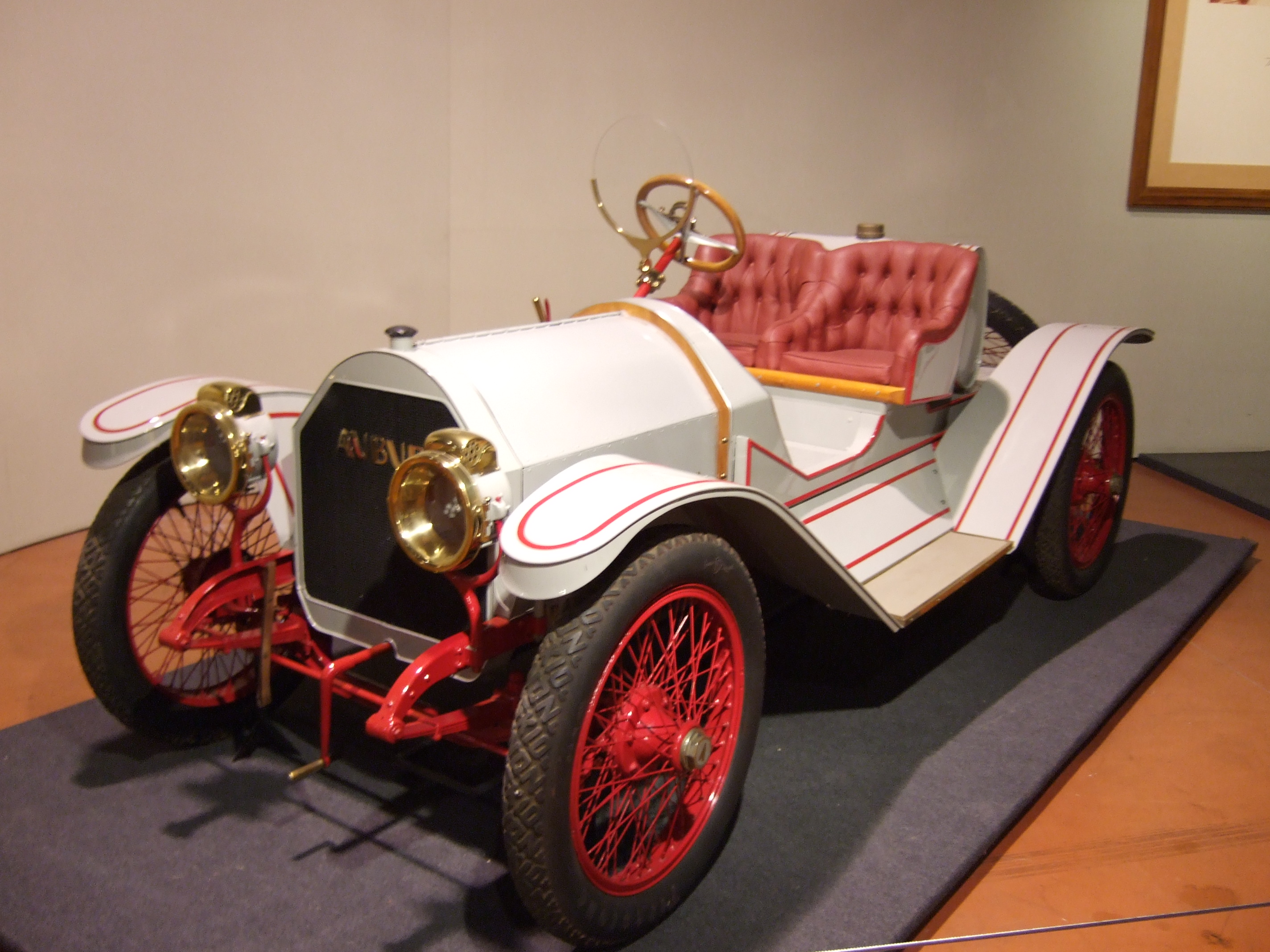
Auburn Model 30 L von 1912

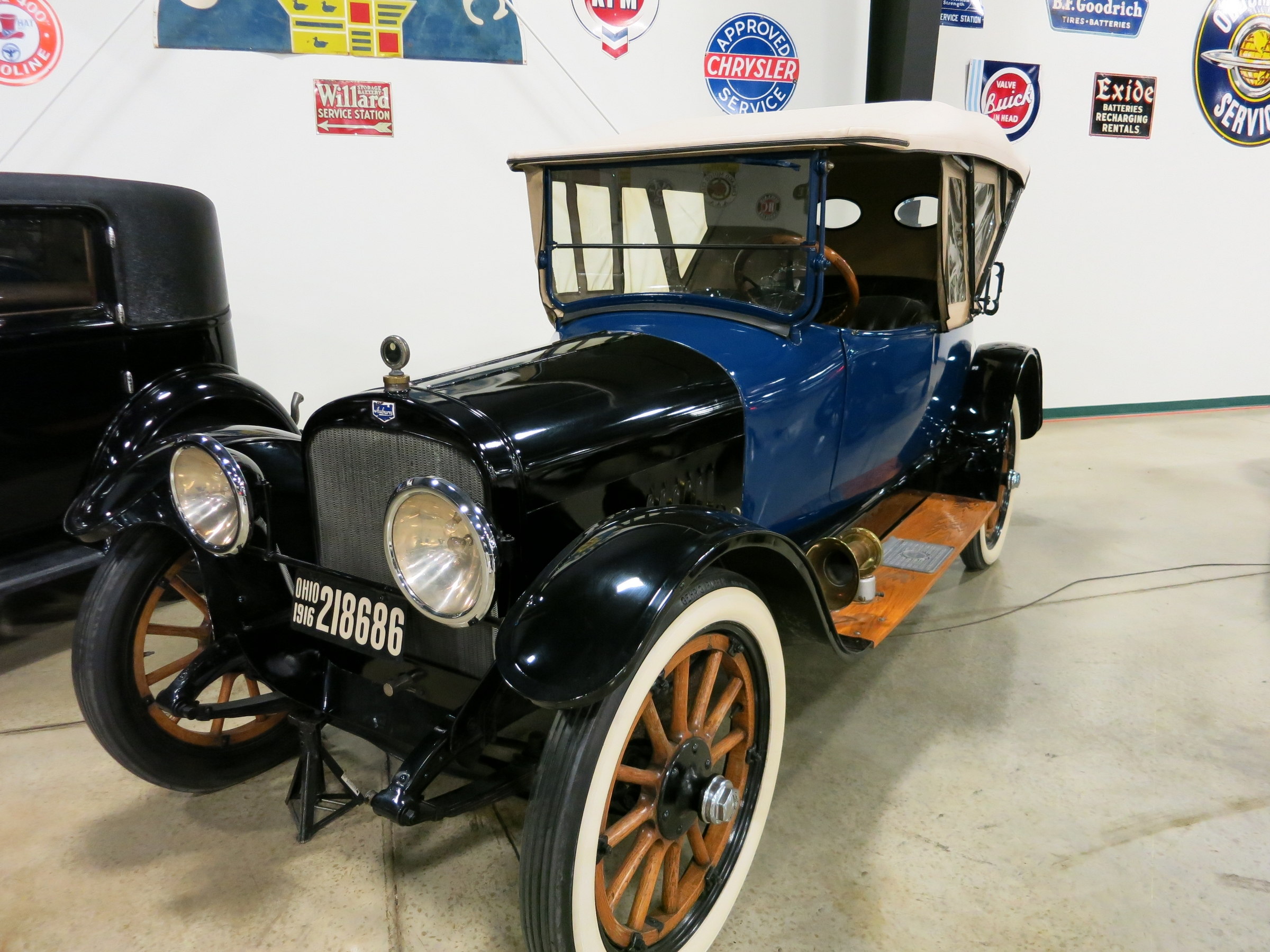
Auburn von 1916

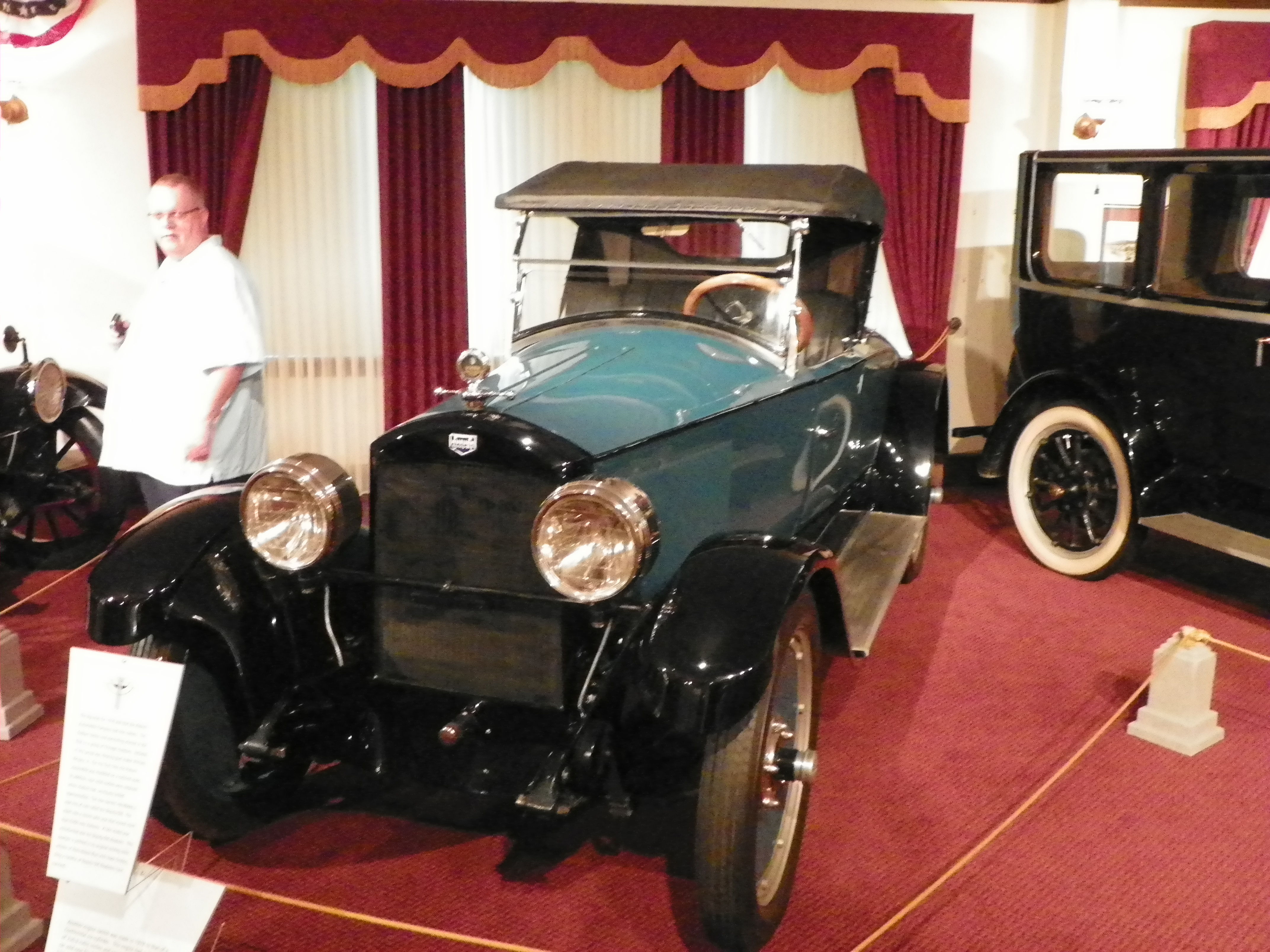
Auburn von 1919

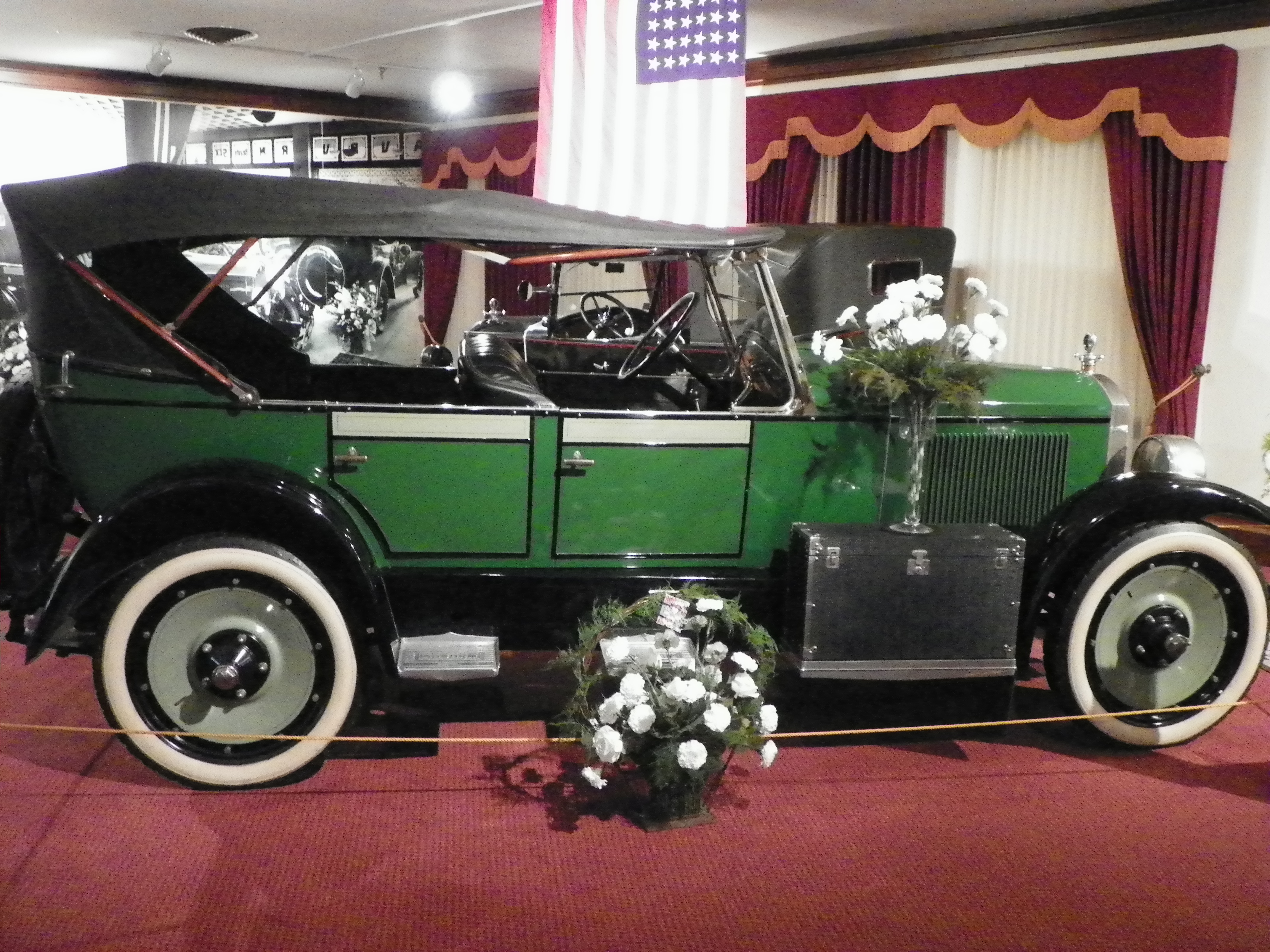
Auburn von 1922

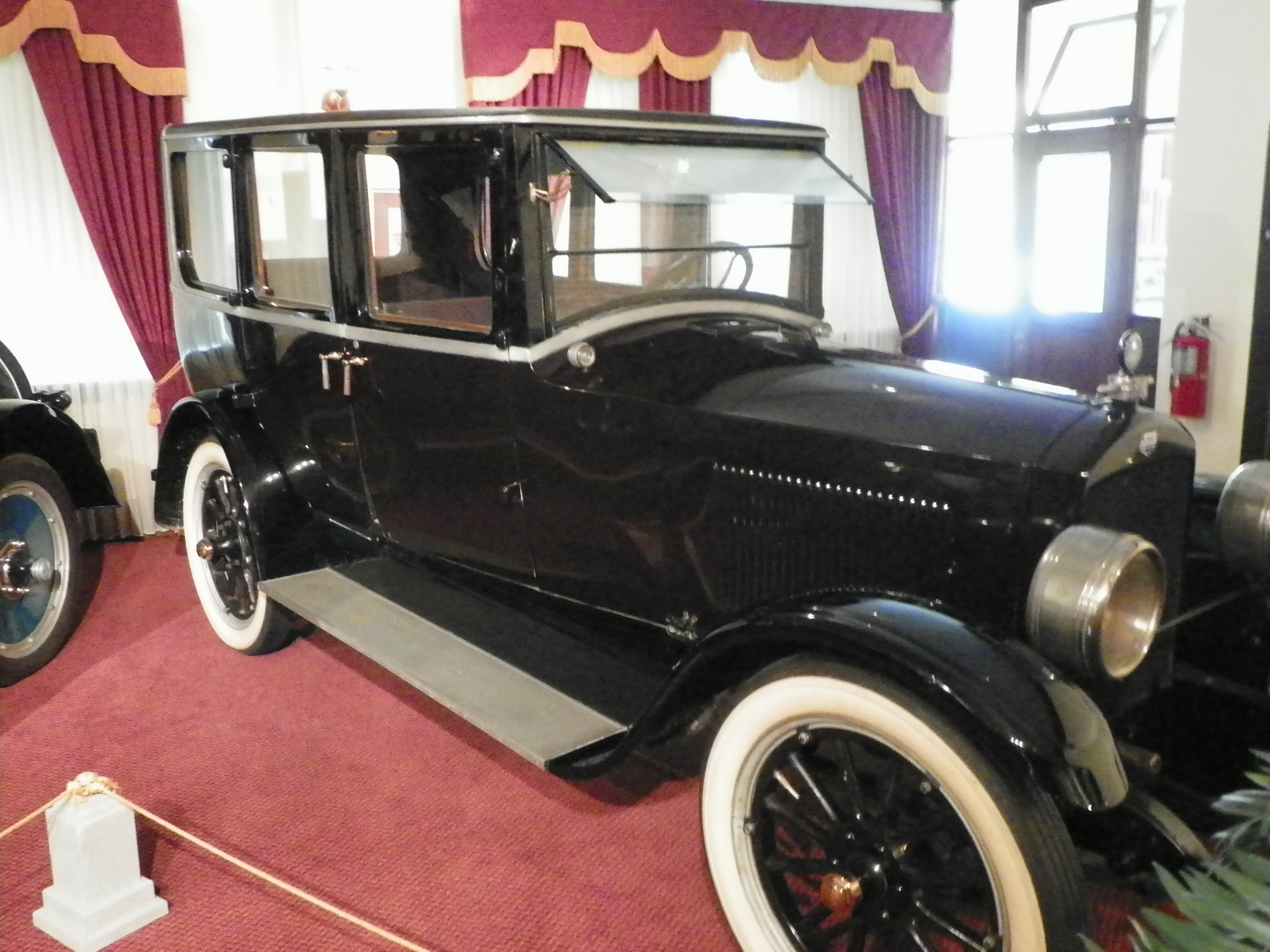
Auburn Model 6-51 von 1923

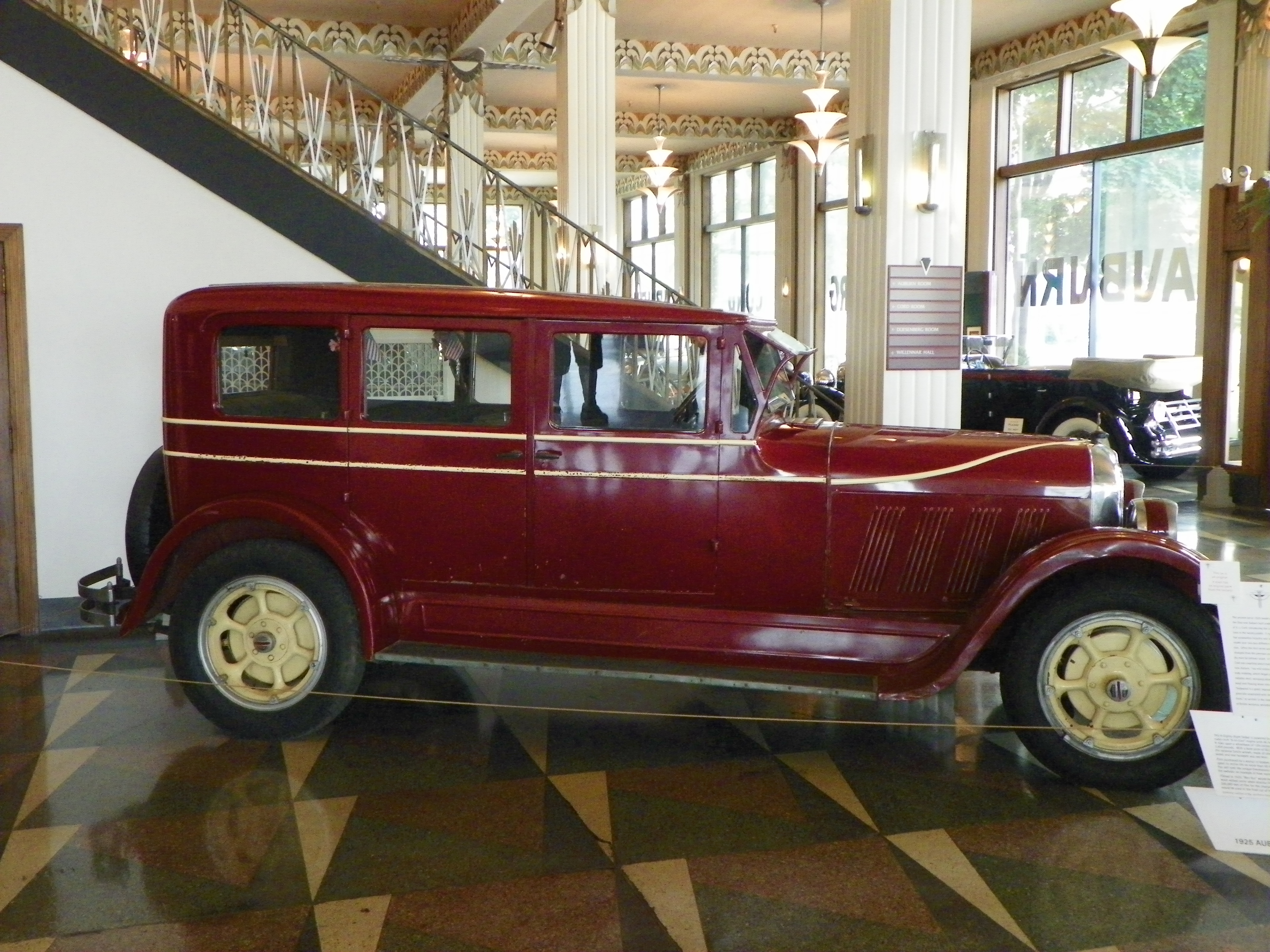
Auburn Model 8-88 von 1925

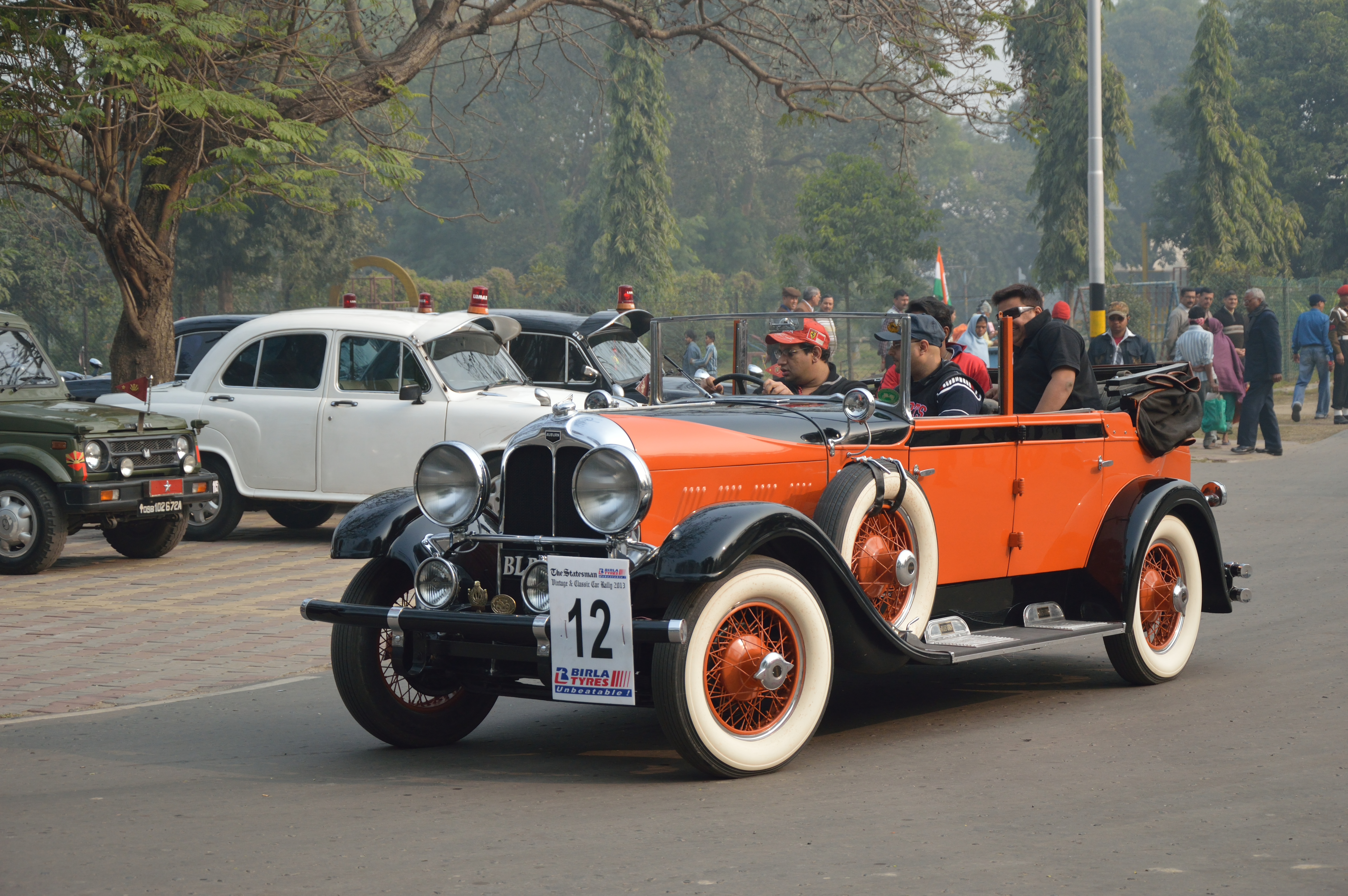
Auburn von 1926

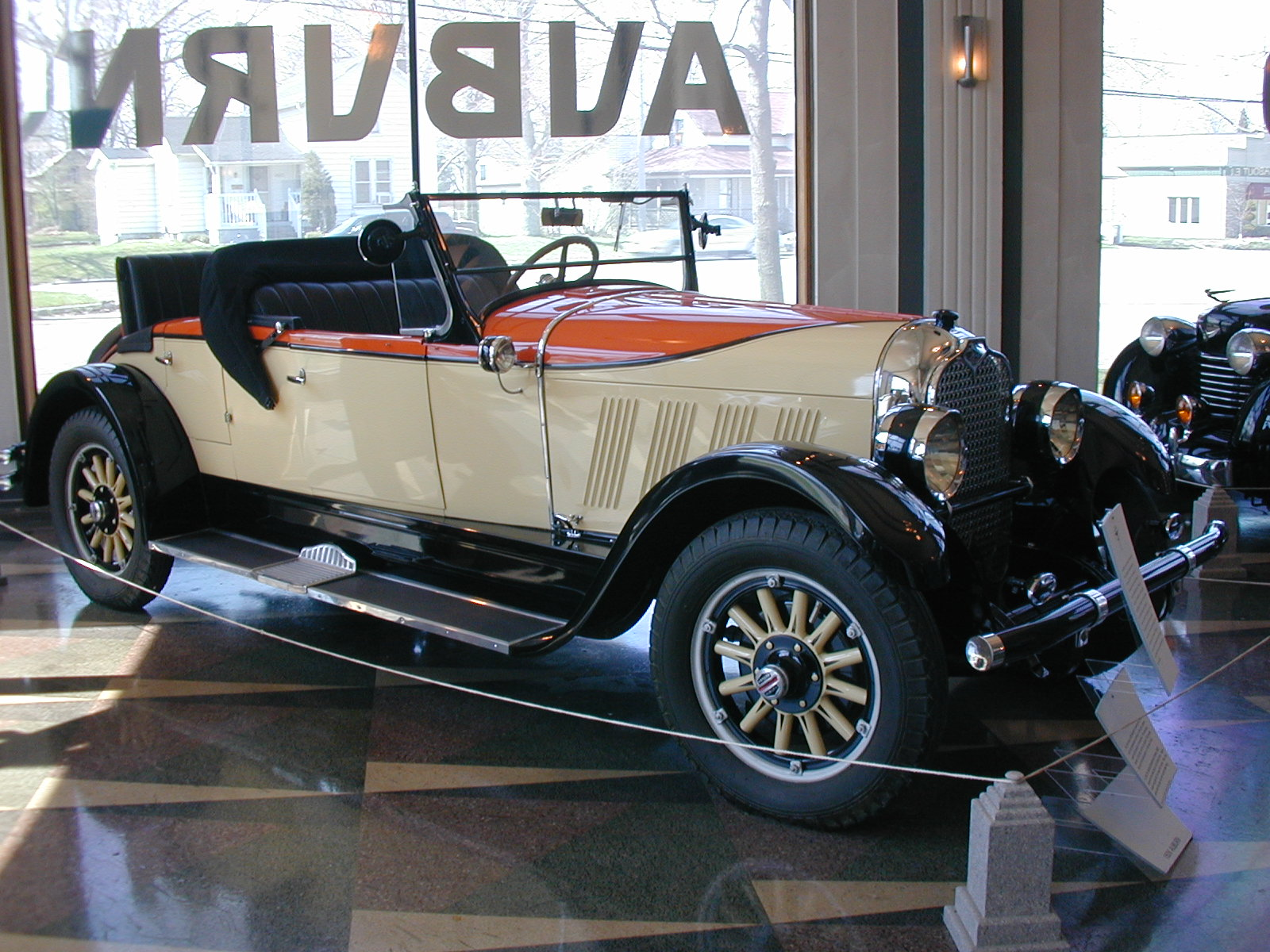
Auburn von 1927

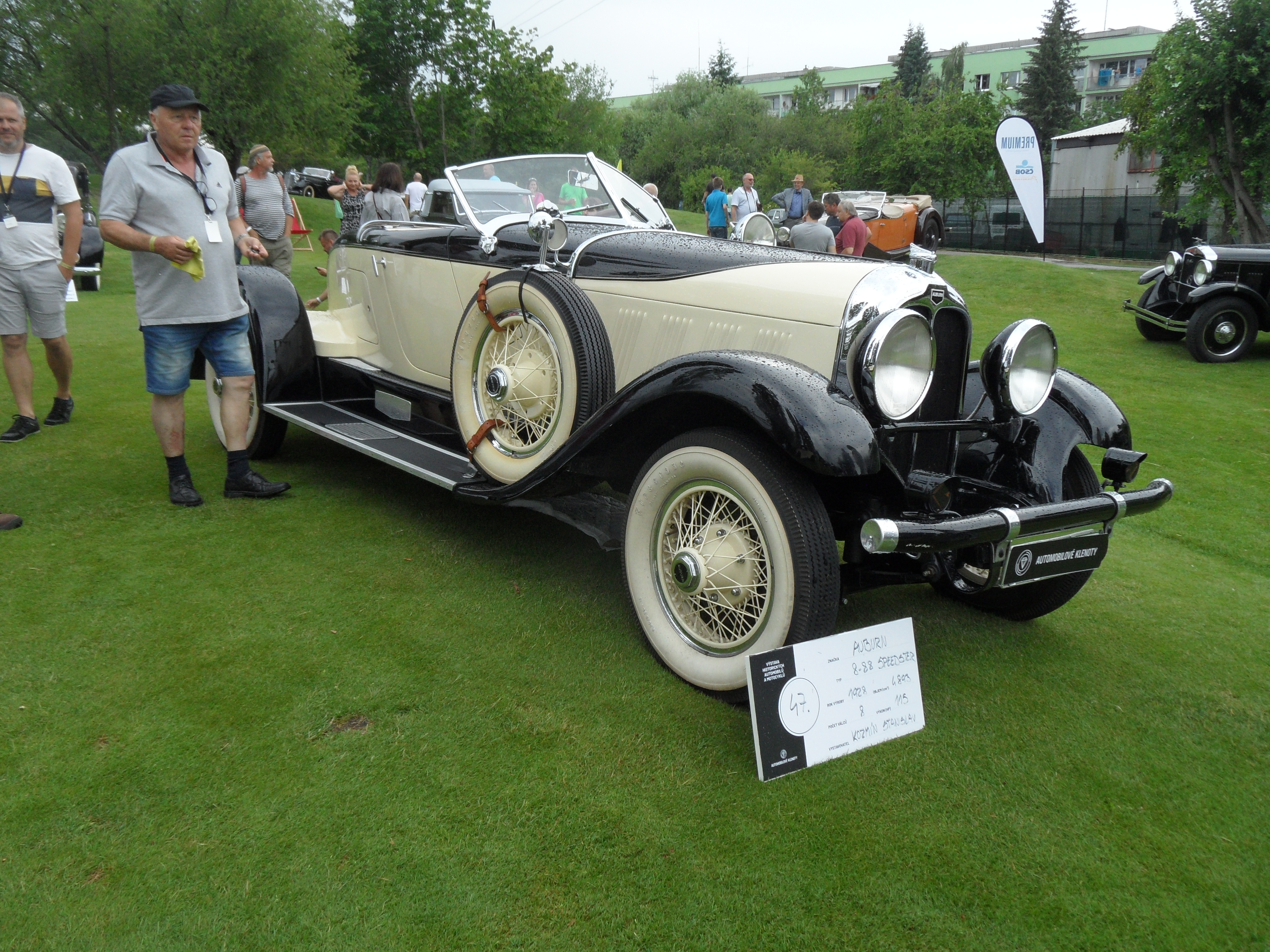
Auburn Model 8-88 von 1928

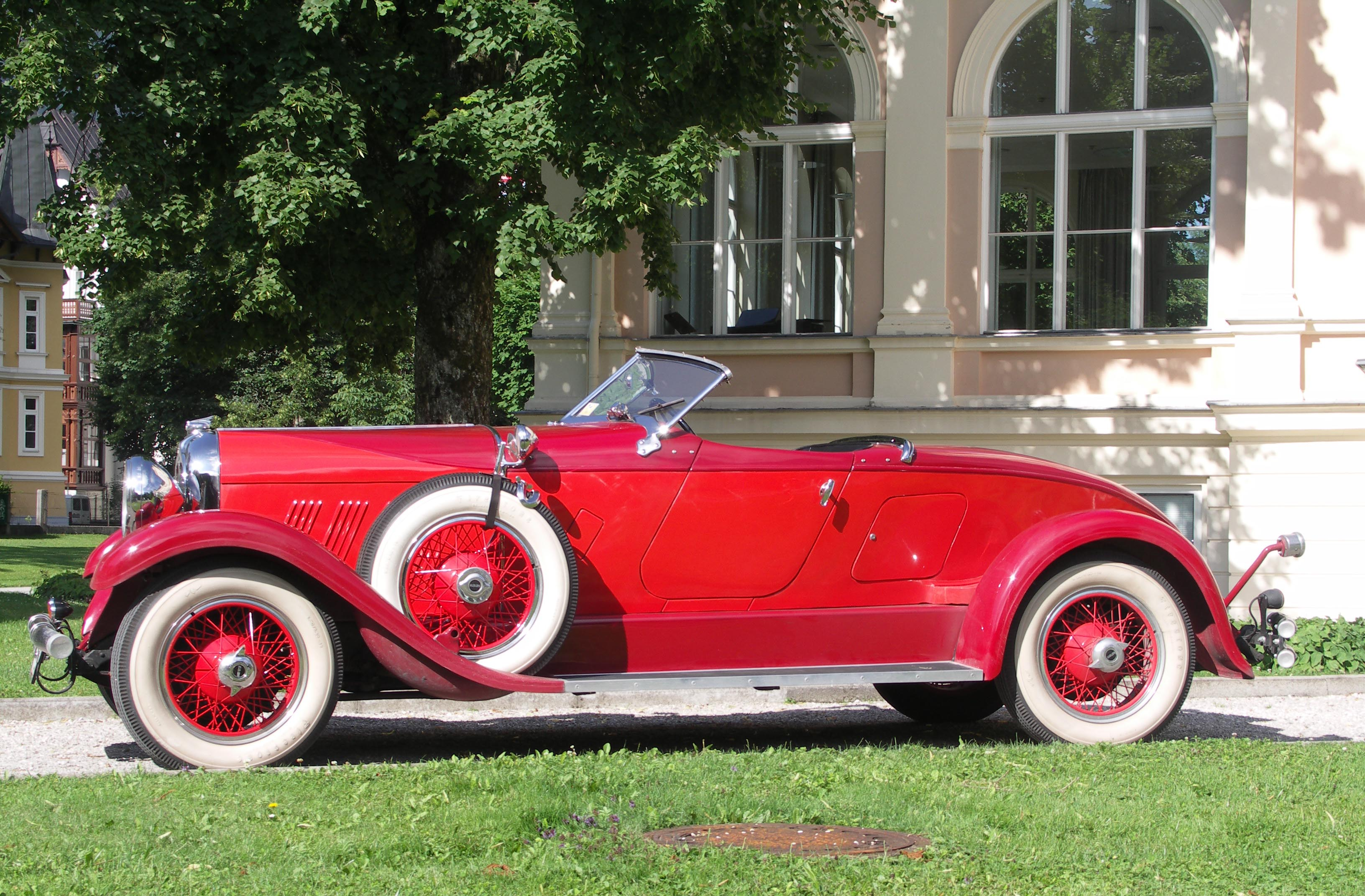
Auburn Model 8-90 Speedster von 1929

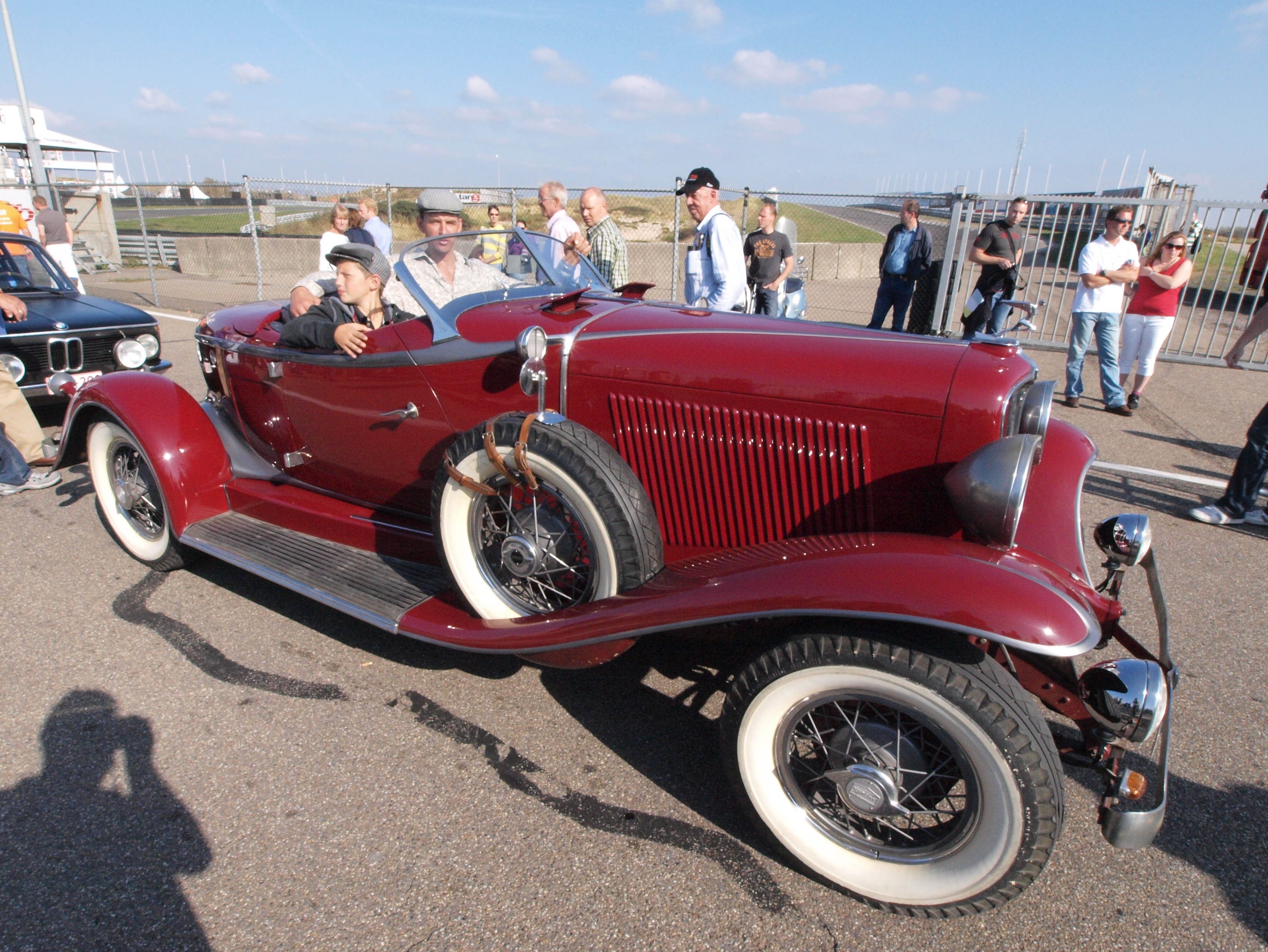
Auburn von 1930

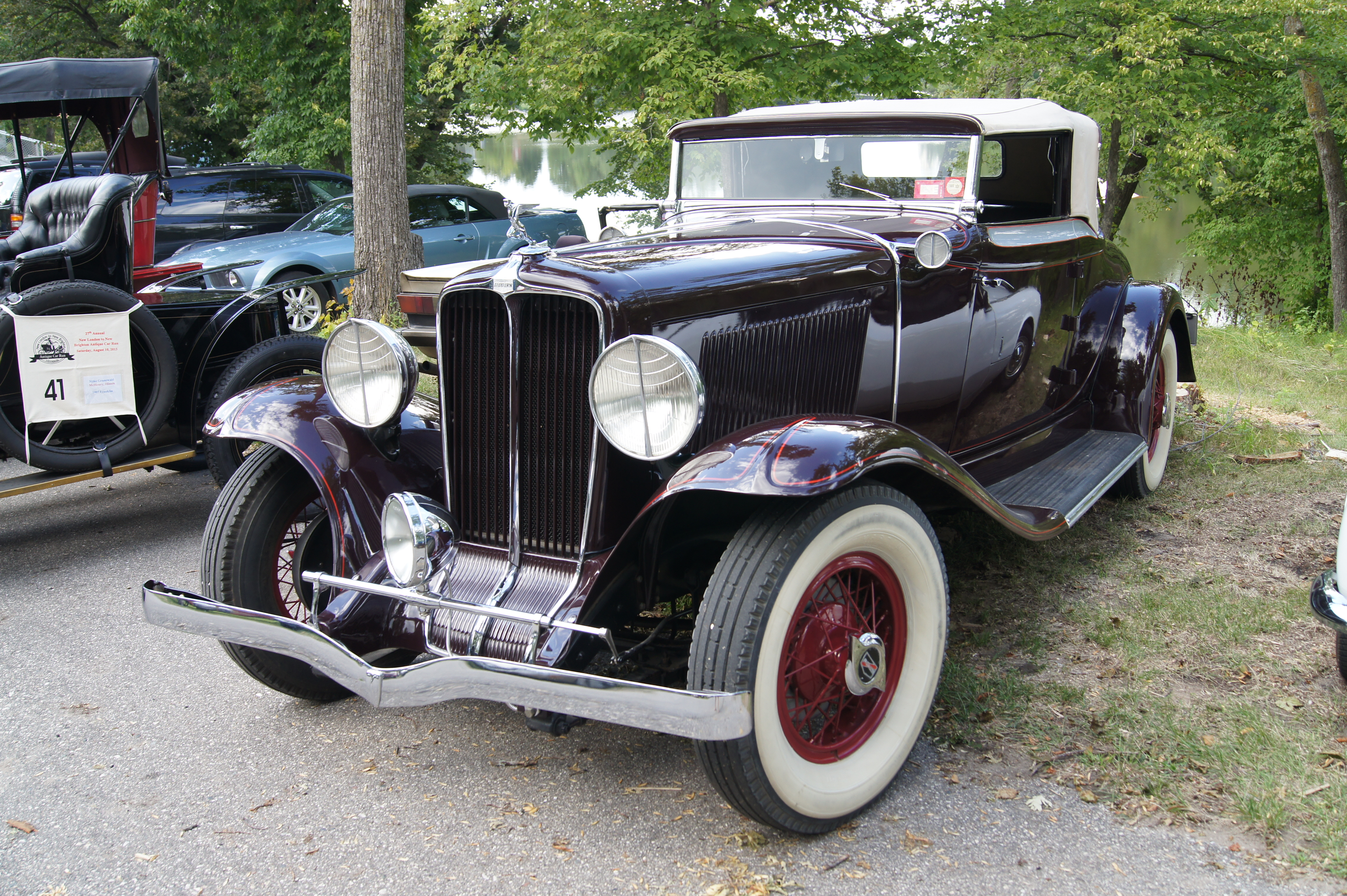
Auburn von 1931

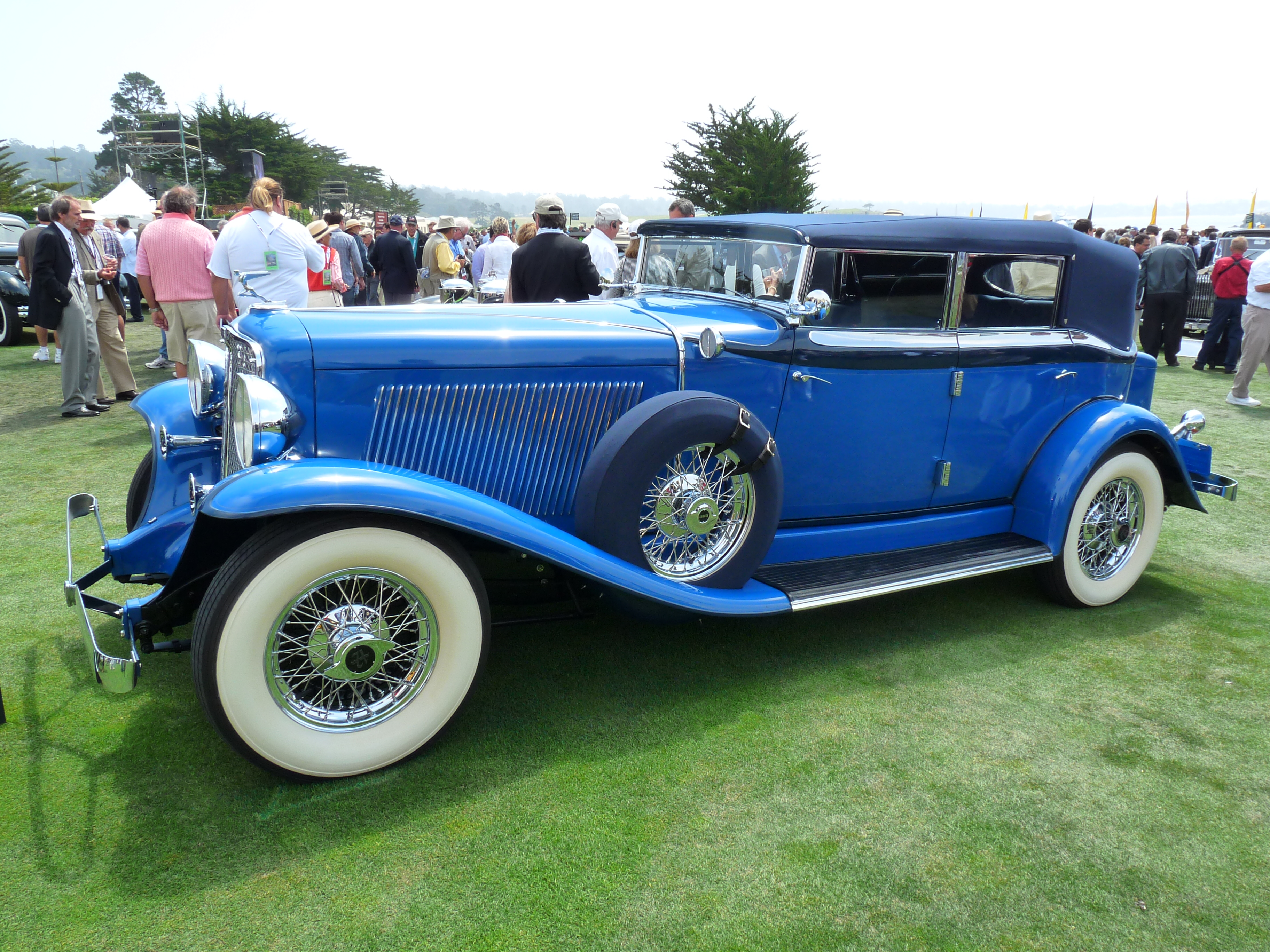
Auburn von 1932

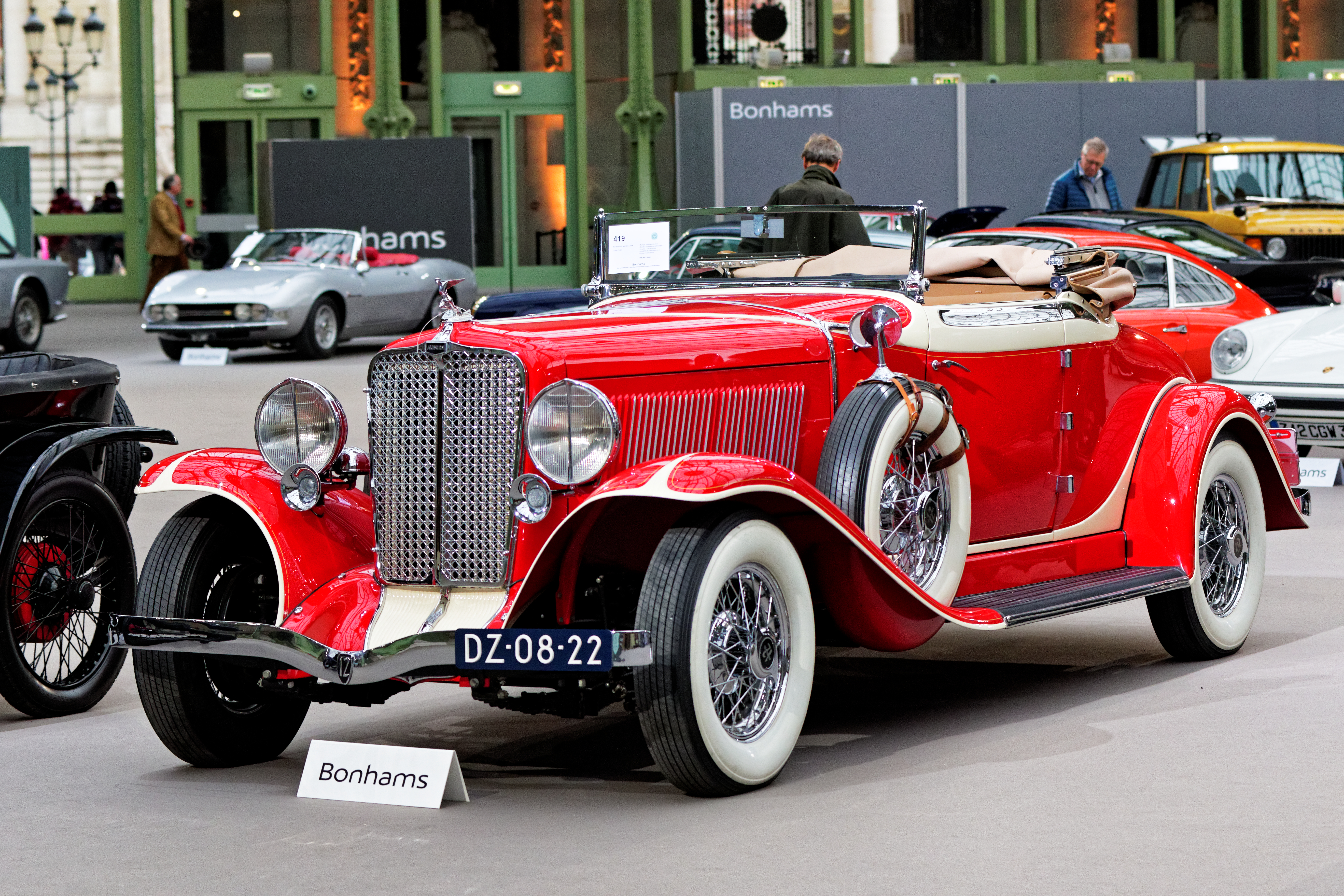
Auburn Model 12-161 von 1933

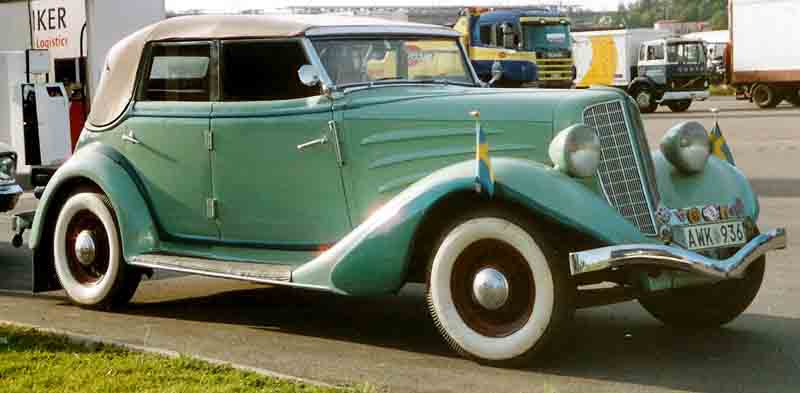
Auburn Model 652 Y Custom von 1934

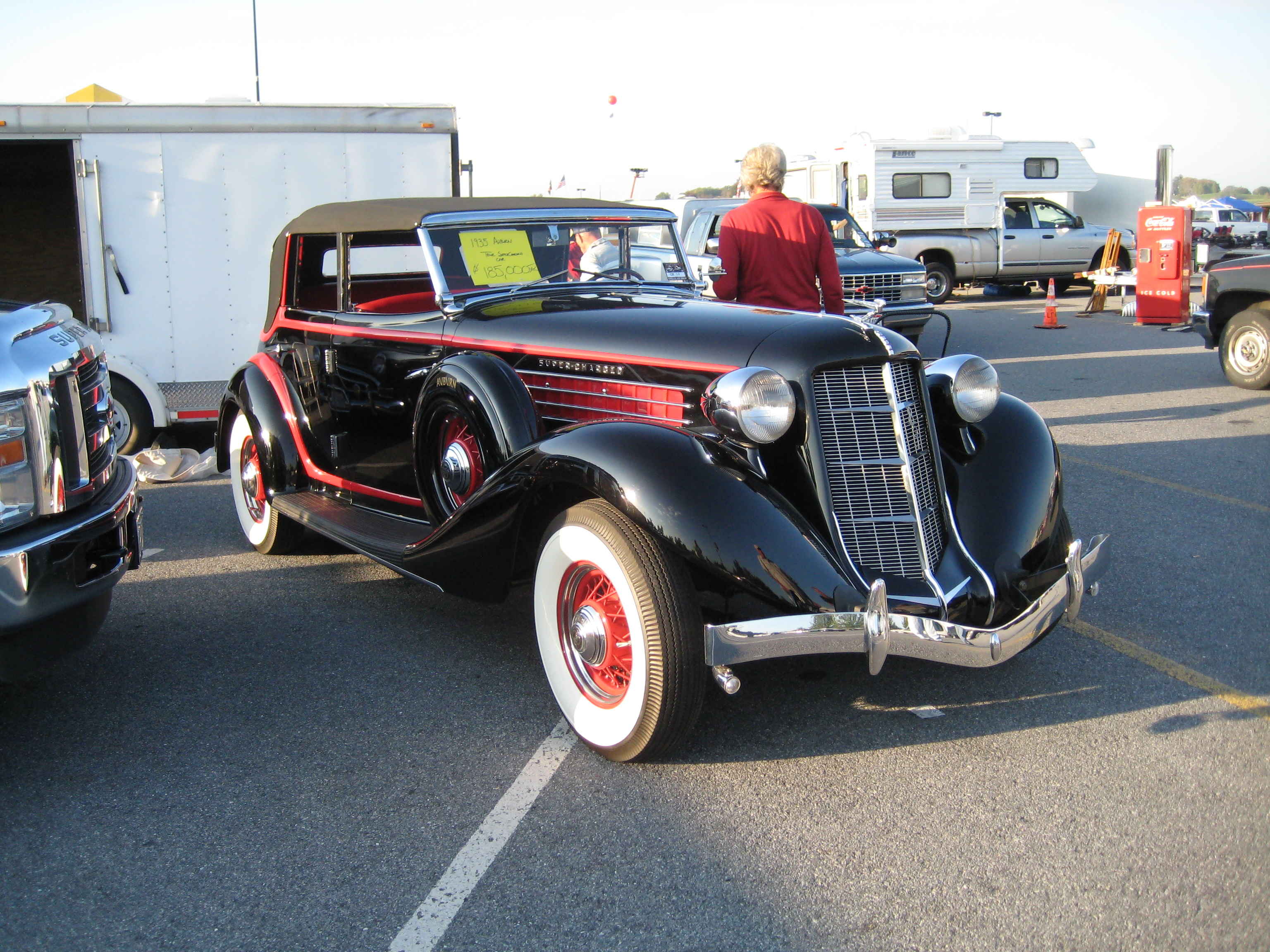
Auburn von 1935

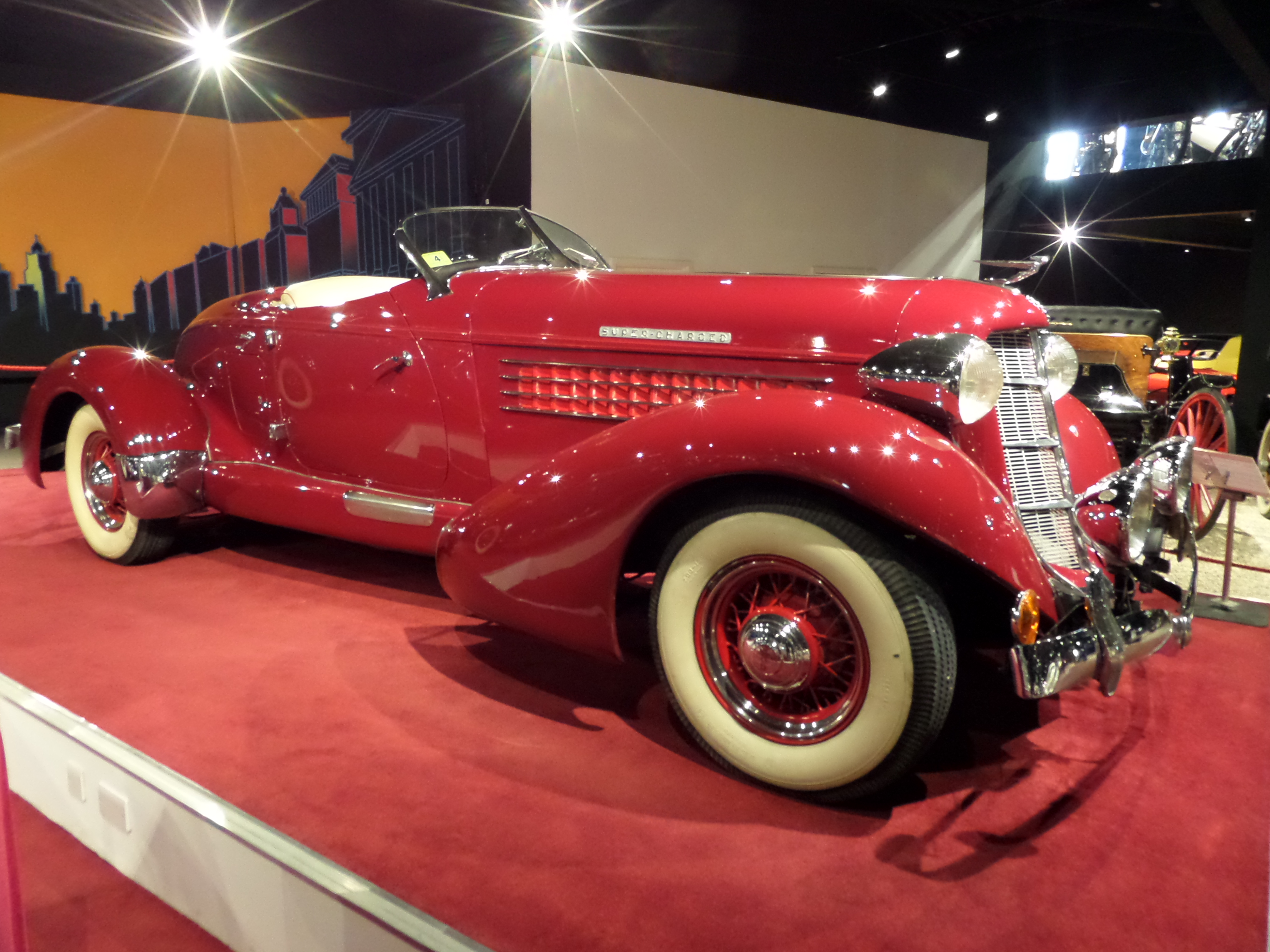
Auburn Model 8-852 Supercharged von 1936

Auburn Automobile Company war ein US-amerikanischer Automobilhersteller.

## Geschichte
Das Unternehmen mit Sitz in Auburn in Indiana ging 1902 aus dem Kutschenbau von Frank und Morris Eckhart, Söhne eines deutschen Einwanderers, hervor. Eckhart Carriage Company wurde 1875 von Charles Eckhart (1841–1915) gegründet. Ab 1900 entstanden Prototypen. Das Unternehmen war einigermaßen erfolgreich, bis durch Materialknappheit während des Ersten Weltkriegs die Fabrik geschlossen werden musste.
Die Firma wurde 1919 an eine Investorengruppe aus Chicago verkauft, zu denen William Wrigley junior gehörte. 1924 wurde Errett Lobban Cord Generalmanager und 1926 Präsident. Er bereinigte das Typenprogramm und die unübersichtliche Zuliefererstruktur.
1929 gründete Errett Lobban Cord die Cord Corporation als Holding, unter der seine Unternehmen Auburn, Duesenberg, Lycoming sowie die neue Automarke Cord zusammengefasst wurden. Die Modelle der neuen Marke wurden bei Auburn produziert.
1936 wurden die Cord-Finanzen unüberschaubar und das Unternehmen 1937 aufgelöst.
Seit den 1960er Jahren gab es mehrere Versuche verschiedener Hersteller, den Markennamen Auburn wieder aufleben zu lassen.

## Fahrzeuge

### Typologie
1904 gab es nur Model A mit einer Karosserie als Tourenwagen.
1905 folgte das Model B, 1906 das Model C und 1907 das Model D. Es waren Tourenwagen mit einem Zweizylindermotor.
1908 bestand das Sortiment aus drei Fahrzeugen. Sie hatten Zweizylindermotoren. Beim Model G war die Leistung mit 24 PS angegeben. Der Aufbau war ein Tourenwagen. Das Model H war ebenfalls ein Tourenwagen und Model K ein Runabout.
1909 blieben Model G, Model H und Model K im Angebot. Drei Modelle mit Vierzylindermotoren kamen dazu. Im Model B war er mit 25–30 PS angegeben. Model B und Model C waren Tourenwagen, Model D ein Runabout.
1910 gab es bei diesen sechs Modellen keine Änderungen. Das Model X als Tourenwagen erschien mit einem Vierzylindermotor und 35–40 PS. Außerdem gab es Model R als Tourenwagen und Model S als Roadster, beide mit Vierzylindermotoren.
1911 bot Auburn Modell G und Modell K unverändert an. Alle anderen Modelle hatten Vierzylindermotoren. Im Model L war er mit 25–30 PS angegeben, im Model N mit 40 PS. Beides waren Tourenwagen, ebenso Model F, Model T und Model Y, nur Model M war als Roadster karosseriert.
1912 entfielen die Zweizylindermodelle. Gleichzeitig wurde die Art der Typenbezeichnung geändert. Sie gab nun ungefähr die Leistung an. Oftmals wurde noch ein Buchstabe angehängt und beim ersten Sechszylindermodell die Zylinderzahl mit Bindestrich abgetrennt vorangestellt. Zur Wahl standen mit Vierzylindermotoren Model 30 L mit 30 PS als Roadster und Tourenwagen, Model 35 L mit 30 PS als Tourenwagen, Model 40 H sowie Model 40 N mit 35 bis 40 PS als Tourenwagen und Model 40 M mit dem gleichen Motor als Roadster. Das Model 6-50 hatte einen Sechszylindermotor und einen Aufbau als Tourenwagen.
1913 hatten der Tourenwagen Model 33 L und der Roadster Model 33 M Vierzylindermotoren mit 33 PS Leistung. Im Roadster Model 40 leistete der Motor 40 PS. Für den Tourenwagen Model 40 L ist keine Leistung überliefert. Model 45 hatte einen Sechszylindermotor mit 45 PS und war ein Tourenwagen. Model 45 B mit dem gleichen Motor war als Roadster, Town Car und Coupé erhältlich. Im Tourenwagen Model 50 leistete der Sechszylindermotor 50 PS.
Ab 1914 war es für einige Jahre Standard, dass die Typenbezeichnung mit der Zylinderzahl begann. Model 4-40 war als Roadster, Tourenwagen und Coupé gelistet, Model 4-41 nur als Tourenwagen. Gemeinsamkeit war der 40-PS-Motor. Model 6-45 mit 45-PS-Motor war als Roadster und Tourenwagen erhältlich, Model 6-46 mit dem gleichen Motor nur als Tourenwagen.
1915 standen Model 4-36 mit 36 PS, Model 4-43 mit 43 PS, Model 6-40 mit 50 PS und Model 6-47 mit 47 PS zur Wahl. Sie waren als Roadster und Tourenwagen erhältlich, das stärkste Modell auch als Coupé. Die Modellbezeichnung des Model 6-40 ist nicht schlüssig, zumal der Marktpreis höher lag als beim anderen Sechszylindermodell.
1916 gab es Model 4-38, Model 6-38 und Model 6-40 als Roadster und Tourenwagen. Für den Tourenwagen Model Union 4-36 ist entgegen der sonstigen Gepflogenheiten ein Sechszylindermotor mit 36 PS angegeben. Der Neupreis lag deutlich unterhalb des Model 6-40.
1917 beschränkte sich das Angebot auf Model 4-36, Model 6-39 und Model 6-44, jeweils als Roadster und Tourenwagen.
1918 entfiel das Vierzylindermodell. Aufbauten waren Tourenwagen, Sport-Tourenwagen und Roadster, bei Model 6-44 erstmals auch eine Limousine.
1919 stand nur das Model 6-39 als Tourenwagen, Roadster, Coupé und Limousine im Sortiment. 1920 kam ein Sport-Tourenwagen dazu und 1921 ein Cabriolet.
1922 erschien das Model 6-51. Es war als Tourenwagen, Roadster, Sport-Tourenwagen, Limousine und Coupe verfügbar.
1923 gab es dieses Modell als Phaeton, Tourenwagen, Sport-Tourenwagen, Brougham und Limousine. Darunter rangierte das Model 6-43 als Tourenwagen und Limousine und darüber das Model 6-63 als Tourenwagen, Sport-Tourenwagen, Brougham und Limousine.
1924 entfiel das mittlere Modell. Beide verbliebenen Modelle standen als Tourenwagen, Sport-Tourenwagen und Limousine zur Wahl, das kleinere zusätzlich als Coupé und zweitürige Limousine, das größere zusätzlich als Brougham.
1925 gab es das Model 6-43 als Phaeton, Sport-Phaeton, Coupé sowie als zwei- und viertürige Limousine. Das größere Sechszylindermodell hieß nun Model 6-66 und war als Roadster, Brougham, viertürige Limousine und Tourenwagen erhältlich. Neu waren Model 8-36 als Tourenwagen, zweitüriger Brougham und viertürige Limousine sowie Model 8-88 als Roadster, viertürige Limousinen mit fünf und sieben Sitzen, Brougham und Tourenwagen. Beide Modelle hatten einen Achtzylindermotor.
1926 erschien mit dem Model 4-44 wieder ein Vierzylindermodell, das sich aber nur ein Jahr im Programm halten konnte. Angegeben sind 42 PS und Aufbauten als Tourenwagen, Roadster, Coupé und viertürige Limousine. Das Model 6-66 mit 48 PS war als Roadster, Tourenwagen, Brougham, viertürige Limousine und Coupé erhältlich. Für das Achtzylindermodell sind 88 PS überliefert. In der normalen Ausführung hatte das Fahrgestell 328 cm Radstand. Damit wurden Roadster, Tourenwagen, Coupé, Brougham und fünf- und siebensitzige Limousinen angeboten. Ein verlängertes Fahrgestell mit 371 cm Radstand wurde nur als siebensitzige Limousine karosseriert.
1927 war das Model 6-66 mit 66 PS angegeben und als Roadster, Tourenwagen, Brougham und Limousine erhältlich. Neu war das Model 8-77 mit 77 PS und den gleichen Karosserievarianten wie das vorgenannte Modell. Beim kurzen Model 8-88 ersetzte eine Sport-Limousine die siebensitzige Ausführung, und beim langen kam ein Tourenwagen dazu.
1928 waren die beiden schwächeren Modelle als Roadster, Cabriolet, Limousine und Sport-Limousine erhältlich. Das kurze Achtzylindermodell, für den kein Radstand überliefert ist, stand außerdem als Tourenwagen zur Verfügung. Die lange Ausführung hatte nun nur noch 345 cm Radstand und war ausschließlich als siebensitzige Limousine lieferbar. Für dasselbe Jahr sind Fahrzeuge einer Second Series bekannt. Das Model 76 mit Sechszylindermotor war als Roadster, Cabriolet, Limousine und Sport-Limousine verfügbar, das Model 88 mit Achtzylindermotor zusätzlich als Speedster und Phaeton. Das gleiche Karosserieangebot gab es auch beim Model 115 mit Achtzylindermotor.
1929 standen zwei Sechs- und vier Achtzylindermodelle im Sortiment. Das Model 6-80 war als Tourenwagen, Cabriolet, Victoria, Limousine und Sport-Limousine erhältlich, das Model 76 zusätzlich als Roadster. Das Model 8-90 war als Speedster, Tourenwagen, Cabriolet, Phaeton, Victoria, Limousine und Sport-Limousine gelistet, das Model 88 zusätzlich als Roadster, das Modell 115 ebenso, aber nicht als Tourenwagen, und beim Model 120 gab es anstelle eines Roadster eine siebensitzige Limousine.
1930 wurde sowohl die Modellanzahl als auch die Anzahl der angebotenen Karosserien reduziert. Das Model 6-85 war als Cabriolet, Limousine und Sport-Limousine erhältlich, Model 8-95 und Model 125 zusätzlich als Phaeton.
1931 stand nur das Model 8-98 in vier Varianten im Angebot. Als Standard mit 323 cm Radstand sind Speedster, Cabriolet, Phaeton, Coupé, zweitüriger Brougham und fünfsitzige Limousine genannt, als Model 8-98 A und Custom ist die letztgenannte Limousine als viertürig bezeichnet. Mit längerem Radstand von 345 cm gab es – offensichtlich als Standard und Custom – eine siebensitzige Limousine. Custom waren 200 US-Dollar teurer. Der Fahrzeugabsatz und Reingewinn von 1931 übertraf sowohl vorherige, als auch nachfolgende Jahre.
1932 wurde daraus das Model 8-100 als Custom und Model 8-100 A als Custom Dual Ratio. Mit dem kürzeren Radstand sind Speedster, Cabriolet, Phaeton, Coupé, Brougham und Limousine gelistet, mit dem längeren siebensitzige Limousine. Außerdem erschienen mit dem Model 12-160 als Standard und Model 12-160 A als Custom Dual Ratio Fahrzeuge mit Zwölfzylindermotor. Das Karosserieangebot war identisch.
1933 änderte sich beim Achtzylindermodell nur die Bezeichnung in Model 8-101 und Model 8-101 A. Neu war das Model 8-105 als Salon Dual Ratio, das abgesehen vom Coupé in den gleichen Karosserievarianten erhältlich war. Beim Zwölfzylindermodell änderte sich ebenfalls nur die Bezeichnung in Model 12-161 und Model 12-161 A. Das Model 12-165 als Salon Dual Ratio ergänzte das Sortiment. Bis auf das Coupé entsprach das Karosserieangebot dem anderen Zwölfzylindermodell.
1934 wurden alle Bezeichnungen geändert. Model 652 X als Standard und Model 652 Y als Custom hatten Sechszylindermotoren, Model 850 X als Standard und Model 850 Y als Dual Ratio Achtzylindermotoren und Model 1250 als Salon Dual Ratio einen Zwölfzylindermotor. Erhältlich waren Cabriolet, Brougham und Limousine, alle außer Standard auch als Phaeton.
1935 gab es sowohl Model 6-653 als auch Model 8-851 in den Ausführungen Standard, Custom Dual Ratio und Salon Dual Ratio. Identisch war das Karosserieangebot mit Cabriolet, Phaeton, Coupé, zweitürigem Brougham und Limousine. Neu war das Model 8-851 als Supercharged Dual Ratio, den es außer den genannten Aufbauten auch als Speedster gab. Die Zwölfzylindermodelle entfielen.
1936 wurde daraus Model 6-654 und Model 8-852 ohne weitere Änderungen.

### Weitere Details
1903 gab es tür- und dachlose Runabouts mit Einzylindermotor. Sie hatten Antriebsketten,  Lenkhebel und Vollgummireifen.
Auf der Chicago Automobile Show 1903 wurden Fahrzeuge präsentiert, die nun Luftreifen hatten. Sie waren wahlweise als Tourenwagen oder Tonneau mit Heckeinstieg karosseriert.
1910 kamen Vierzylindermotoren von der Rutenber Motor Company.
Ab 1917 sind auch Motoren von der Continental Motors Company und Teetor-Hartley überliefert.
Das Model 6-43 hatte je nach Kundenwunsch einen Sechszylindermotor von Continental oder von der Weidely Motors Company.
Auf Bestreben von Cord wurde ab etwa 1924 die über die Motorhaube geschwungene Sickenlinie eingeführt.
Ab 1927/28 wurden Reihen-Achtzylinder von vier bis fünf Litern Hubraum angeboten (zum Beispiel den Typen 8-90 und 8-125, wobei die hintere Zahl die SAE-PS bedeutete), die aus der ebenfalls zum Cord-Konzern gehörenden Firma Lycoming stammten. Die Modelle wurden mit Hydraulikbremse und Zentralschmierung ausgestattet. Das Flaggschiff war die Ausführung mit Speedster-Karosserie, eine schmale Spitzheckkonstruktion mit geneigter und in der Mitte abgewinkelter Windschutzscheibe. Diese Modelle erreichten Höchstgeschwindigkeiten von 130 bis 145 km/h. Die Limousinen erreichten etwa 110 km/h. Später kam auch ein Zwölfzylindermotor dazu sowie Kompressormodelle. Weiterentwicklungen am Chassis blieben aber aus.
Ab 1932 gab es einen Overdrive, der mit einem Zweiganggetriebe an der Hinterachsuntersetzung realisiert wurde. In der Wirtschaftskrise von 1931 bis 1933 sank die Produktion von 34000 auf nur noch 5000 Auburn. Dennoch kam 1932–34 das preisgünstigste V12-Modell auf den Markt (6,4L, 160 PS), gefolgt von einem Achtzylindermotor mit Kompressor. Dieser Motor wurde auch in den neuen Speedster eingebaut, von dem 1935 bis 1936 noch 500 Stück gebaut wurden.

## Modellübersicht
| Jahr | Modell           | Ausführung              | Zylinder | Leistung (PS) | Radstand (cm) | Aufbau                                                                                     |
| ---- | ---------------- | ----------------------- | -------- | ------------- | ------------- | ------------------------------------------------------------------------------------------ |
| 1904 | Model A          |                         |          |               |               | Tourenwagen                                                                                |
| 1905 | Model B          |                         | 2        |               |               | Tourenwagen                                                                                |
| 1906 | Model C          |                         | 2        |               |               | Tourenwagen                                                                                |
| 1907 | Model D          |                         | 2        |               |               | Tourenwagen                                                                                |
| 1908 | Model G          |                         | 2        | 24            |               | Tourenwagen                                                                                |
| 1908 | Model H          |                         | 2        |               |               | Tourenwagen                                                                                |
| 1908 | Model K          |                         | 2        |               |               | Runabout                                                                                   |
| 1909 | Model B          |                         | 4        | 25–30         |               | Tourenwagen                                                                                |
| 1909 | Model C          |                         | 4        |               |               | Tourenwagen                                                                                |
| 1909 | Model D          |                         | 4        |               |               | Runabout                                                                                   |
| 1909 | Model G          |                         | 2        | 24            |               | Tourenwagen                                                                                |
| 1909 | Model H          |                         | 2        |               |               | Tourenwagen                                                                                |
| 1909 | Model K          |                         | 2        |               |               | Tourenwagen                                                                                |
| 1910 | Model B          |                         | 4        | 25–30         |               | Tourenwagen                                                                                |
| 1910 | Model C          |                         | 4        |               |               | Tourenwagen                                                                                |
| 1910 | Model D          |                         | 4        |               |               | Runabout                                                                                   |
| 1910 | Model G          |                         | 2        | 24            |               | Tourenwagen                                                                                |
| 1910 | Model H          |                         | 2        |               |               | Tourenwagen                                                                                |
| 1910 | Model K          |                         | 2        |               |               | Runabout                                                                                   |
| 1910 | Model R          |                         | 4        |               |               | Tourenwagen                                                                                |
| 1910 | Model S          |                         | 4        |               |               | Roadster                                                                                   |
| 1910 | Model S          |                         | 4        | 35–40         |               | Tourenwagen                                                                                |
| 1911 | Model F          |                         | 4        |               |               | Tourenwagen                                                                                |
| 1911 | Model G          |                         | 2        | 24            |               | Tourenwagen                                                                                |
| 1911 | Model K          |                         | 2        |               |               | Runabout                                                                                   |
| 1911 | Model L          |                         | 4        | 25–30         |               | Tourenwagen                                                                                |
| 1911 | Model M          |                         | 4        |               |               | Tourenwagen                                                                                |
| 1911 | Model N          |                         | 4        | 40            |               | Tourenwagen                                                                                |
| 1911 | Model T          |                         | 4        |               |               | Tourenwagen                                                                                |
| 1911 | Model Y          |                         | 4        |               |               | Tourenwagen                                                                                |
| 1912 | Model 6-50       |                         | 6        |               |               | Tourenwagen                                                                                |
| 1912 | Model 30 L       |                         | 4        | 30            |               | Roadster, Tourenwagen                                                                      |
| 1912 | Model 35 L       |                         | 4        | 30            |               | Tourenwagen                                                                                |
| 1912 | Model 40 H       |                         | 4        | 35–40         |               | Tourenwagen                                                                                |
| 1912 | Model 40 M       |                         | 4        | 35–40         |               | Roadster                                                                                   |
| 1912 | Model 40 N       |                         | 4        | 35–40         |               | Tourenwagen                                                                                |
| 1913 | Model 33 L       |                         | 4        | 33            |               | Tourenwagen                                                                                |
| 1913 | Model 33 M       |                         | 4        | 33            |               | Roadster                                                                                   |
| 1913 | Model 40 A       |                         | 4        | 40            |               | Roadster                                                                                   |
| 1913 | Model 40 L       |                         | 4        |               |               | Tourenwagen                                                                                |
| 1913 | Model 45         |                         | 6        | 45            |               | Tourenwagen                                                                                |
| 1913 | Model 45 B       |                         | 6        | 45            |               | Roadster, Town Car, Coupé                                                                  |
| 1913 | Model 50         |                         | 6        | 50            |               | Tourenwagen                                                                                |
| 1914 | Model 4-40       |                         | 4        | 40            |               | Roadster, Tourenwagen, Coupé                                                               |
| 1914 | Model 4-41       |                         | 4        | 40            |               | Tourenwagen                                                                                |
| 1914 | Model 6-45       |                         | 6        | 45            |               | Roadster, Tourenwagen                                                                      |
| 1914 | Model 6-46       |                         | 6        | 45            |               | Tourenwagen                                                                                |
| 1915 | Model 4-36       |                         | 4        | 36            |               | Roadster, Tourenwagen                                                                      |
| 1915 | Model 4-43       |                         | 4        | 43            |               | Roadster, Tourenwagen                                                                      |
| 1915 | Model 6-40       |                         | 6        | 50            |               | Roadster, Tourenwagen, Coupé                                                               |
| 1915 | Model 6-47       |                         | 6        | 47            |               | Roadster, Tourenwagen                                                                      |
| 1916 | Model 4-38       |                         | 4        | 38            |               | Roadster, Tourenwagen                                                                      |
| 1916 | Model 6-38       |                         |          |               |               | Roadster, Tourenwagen                                                                      |
| 1916 | Model 6-40       |                         | 6        | 40            |               | Roadster, Tourenwagen                                                                      |
| 1916 | Model Union 4-36 |                         | 6        | 36            |               | Tourenwagen                                                                                |
| 1917 | Model 4-36       |                         | 4        | 36            |               | Roadster, Tourenwagen                                                                      |
| 1917 | Model 6-39       |                         | 6        | 39            |               | Roadster, Tourenwagen                                                                      |
| 1917 | Model 6-44       |                         | 6        | 44            |               | Roadster, Tourenwagen                                                                      |
| 1918 | Model 6-39       |                         | 6        |               |               | Tourenwagen, Roadster, Sport Tourenwagen                                                   |
| 1918 | Model 6-44       |                         | 6        |               |               | Tourenwagen, Roadster, Sport Tourenwagen, Limousine                                        |
| 1919 | Model 6-39       |                         |          |               |               | Tourenwagen, Roadster, Coupé, Limousine                                                    |
| 1920 | Model 6-39       |                         | 6        |               |               | Tourenwagen, Sport Tourenwagen, Roadster, Limousine, Coupé                                 |
| 1921 | Model 6-39       |                         |          |               |               | Tourenwagen, Sport Tourenwagen, Roadster, Cabriolet, Limousine, Coupé                      |
| 1922 | Model 6-51       |                         | 6        |               |               | Tourenwagen, Roadster, Sport Tourenwagen, Limousine, Coupé                                 |
| 1923 | Model 6-43       |                         |          |               |               | Tourenwagen, Limousine                                                                     |
| 1923 | Model 6-51       |                         | 6        |               |               | Phaeton, Tourenwagen, Sport Tourenwagen, Brougham, Limousine                               |
| 1923 | Model 6-63       |                         | 6        |               |               | Tourenwagen, Sport Tourenwagen, Brougham, Limousine                                        |
| 1924 | Model 6-43       |                         | 6        |               |               | Tourenwagen, Sport Tourenwagen, Limousine, Coupé, Limousine 2-türig                        |
| 1924 | Model 6-63       |                         | 6        |               |               | Tourenwagen, Sport Tourenwagen, Limousine, Brougham                                        |
| 1925 | Model 6-43       |                         | 6        |               |               | Phaeton, Sport Phaeton, Coupé, Limousine 2-türig und 4-türig                               |
| 1925 | Model 6-66       |                         | 6        |               |               | Roadster, Brougham, Limousine 4-türig, Tourenwagen                                         |
| 1925 | Model 8-36       |                         | 8        |               |               | Tourenwagen, Brougham 2-türig, Limousine 4-türig                                           |
| 1925 | Model 8-88       |                         | 8        |               |               | Roadster, Limousine 4-türig fünfsitzig und siebensitzig, Brougham, Tourenwagen             |
| 1926 | Model 4-44       |                         | 4        | 42            |               | Tourenwagen, Roadster, Coupé, Limousine 4-türig                                            |
| 1926 | Model 6-66       |                         | 6        | 48            |               | Roadster, Tourenwagen, Brougham, Limousine 4-türig, Coupé                                  |
| 1926 | Model 8-88       |                         | 8        | 88            | 328           | Roadster, Tourenwagen, Coupé, Brougham, Limousine 5-sitzig und 7-sitzig                    |
| 1926 | Model 8-88       |                         | 8        | 88            | 371           | Limousine 7-sitzig                                                                         |
| 1927 | Model 6-66       |                         | 6        | 66            |               | Roadster, Tourenwagen, Brougham, Limousine                                                 |
| 1927 | Model 8-77       |                         | 8        | 77            |               | Roadster, Tourenwagen, Brougham, Limousine                                                 |
| 1927 | Model 8-88       |                         | 8        | 88            | 328           | Tourenwagen, Roadster, Coupé, Brougham, Limousine, Sport Limousine                         |
| 1927 | Model 8-88       |                         | 8        | 88            | 371           | Limousine 7-sitzig, Tourenwagen                                                            |
| 1928 | Model 6-66       |                         | 6        | 66            |               | Roadster, Cabriolet, Limousine, Sport Limousine                                            |
| 1928 | Model 8-77       |                         | 8        | 77            |               | Roadster, Cabriolet, Limousine, Sport Limousine                                            |
| 1928 | Model 8-88       |                         | 8        | 88            |               | Roadster, Tourenwagen, Cabriolet, Limousine, Sport Limousine                               |
| 1928 | Model 8-88       |                         | 8        | 88            | 345           | Limousine 7-sitzig                                                                         |
| 1928 | Model 76         |                         | 6        |               |               | Roadster, Cabriolet, Limousine, Sport Limousine                                            |
| 1928 | Model 88         |                         | 8        |               |               | Speedster, Roadster, Cabriolet, Limousine, Sport Limousine, Phaeton                        |
| 1928 | Model 115        |                         | 8        |               |               | Speedster, Roadster, Cabriolet, Limousine, Sport Limousine, Phaeton                        |
| 1929 | Model 6-80       |                         | 6        |               |               | Tourenwagen, Cabriolet, Victoria, Limousine, Sport Limousine                               |
| 1929 | Model 8-90       |                         | 8        |               |               | Speedster, Tourenwagen, Cabriolet, Phaeton, Victoria, Limousine, Sport Limousine           |
| 1929 | Model 76         |                         | 6        |               |               | Roadster, Tourenwagen, Cabriolet, Victoria, Limousine, Sport Limousine                     |
| 1929 | Model 88         |                         | 8        |               |               | Speedster, Roadster, Tourenwagen, Cabriolet, Victoria, Limousine, Sport Limousine, Phaeton |
| 1929 | Model 115        |                         | 8        |               |               | Speedster, Roadster, Cabriolet, Victoria, Limousine, Sport Limousine, Phaeton              |
| 1929 | Model 120        |                         | 8        |               |               | Speedster, Cabriolet, Phaeton, Victoria, Limousine, Limousine 7-sitzig, Sport Limousine    |
| 1930 | Model 6-85       |                         | 6        |               |               | Cabriolet, Limousine, Sport Limousine                                                      |
| 1930 | Model 8-95       |                         | 8        |               |               | Cabriolet, Phaeton, Limousine, Sport Limousine                                             |
| 1930 | Model 125        |                         | 8        |               |               | Cabriolet, Phaeton, Limousine, Sport Limousine                                             |
| 1931 | Model 8-98       | Standard                | 8        |               | 323           | Speedster, Cabriolet, Phaeton, Coupé, Brougham 2-türig, Limousine 5-sitzig                 |
| 1931 | Model 8-98       | Standard?               | 8        |               | 345           | Limousine 7-sitzig                                                                         |
| 1931 | Model 8-98       | Custom?                 | 8        |               | 345           | Limousine 7-sitzig                                                                         |
| 1931 | Model 8-98 A     | Custom                  | 8        |               | 323           | Speedster, Cabriolet, Phaeton, Coupé, Brougham 2-türig, Limousine 4-türig                  |
| 1932 | Model 8-100      | Custom                  | 8        |               | 323           | Speedster, Cabriolet, Phaeton, Coupé, Brougham, Limousine                                  |
| 1932 | Model 8-100      | Custom?                 | 8        |               | 345           | Limousine 7-sitzig                                                                         |
| 1932 | Model 8-100 A    | Custom Dual Ratio       | 8        |               | 323           | Speedster, Cabriolet, Phaeton, Coupé, Brougham, Limousine                                  |
| 1932 | Model 8-100 A    | Custom Dual Ratio?      | 8        |               | 345           | Limousine 7-sitzig                                                                         |
| 1932 | Model 12-160     | Standard                | 12       |               |               | Speedster, Cabriolet, Phaeton, Coupé, Brougham, Limousine                                  |
| 1932 | Model 12-160 A   | Custom Dual Ratio       | 12       |               |               | Speedster, Cabriolet, Phaeton, Coupé, Brougham, Limousine                                  |
| 1933 | Model 8-101      | Standard                | 8        |               | 323           | Speedster, Cabriolet, Phaeton, Coupé, Brougham, Limousine                                  |
| 1933 | Model 8-101      | Standard?               | 8        |               | 345           | Limousine 7-sitzig                                                                         |
| 1933 | Model 8-101 A    | Custom Dual Ratio       | 8        |               | 323           | Speedster, Cabriolet, Phaeton, Coupé, Brougham, Limousine                                  |
| 1933 | Model 8-101 A    | Custom Dual Ratio       | 8        |               | 345           | Limousine 7-sitzig                                                                         |
| 1933 | Model 8-105      | Salon Dual Ratio        | 8        |               |               | Speedster, Cabriolet, Phaeton, Brougham, Limousine                                         |
| 1933 | Model 12-161     | Standard                | 12       |               |               | Speedster, Cabriolet, Phaeton, Coupé, Brougham, Limousine                                  |
| 1933 | Model 12-161 A   | Custom Dual Ratio       | 12       |               |               | Speedster, Cabriolet, Phaeton, Coupé, Brougham, Limousine                                  |
| 1933 | Model 12-165     | Salon Dual Ratio        | 12       |               |               | Speedster, Cabriolet, Phaeton, Brougham, Limousine                                         |
| 1934 | Model 652 X      | Standard                | 6        |               |               | Cabriolet, Brougham, Limousine                                                             |
| 1934 | Model 652 Y      | Custom                  | 6        |               |               | Cabriolet, Phaeton, Brougham 2-türig, Limousine                                            |
| 1934 | Model 850 X      | Standard                | 8        |               |               | Cabriolet, Brougham, Limousine                                                             |
| 1934 | Model 850 Y      | Dual Ratio              | 8        |               |               | Cabriolet, Phaeton, Brougham 2-türig, Limousine                                            |
| 1934 | Model 1250       | Salon Dual Ratio        | 12       |               |               | Cabriolet, Phaeton, Brougham 2-türig, Limousine                                            |
| 1935 | Model 6-653      | Standard                | 6        |               |               | Cabriolet, Phaeton, Coupé, Brougham 2-türig, Limousine                                     |
| 1935 | Model 6-653      | Custom Dual Ratio       | 6        |               |               | Cabriolet, Phaeton, Coupé, Brougham 2-türig, Limousine                                     |
| 1935 | Model 6-653      | Salon Dual Ratio        | 6        |               |               | Cabriolet, Phaeton, Coupé, Brougham 2-türig, Limousine                                     |
| 1935 | Model 8-851      | Standard                | 8        |               |               | Cabriolet, Phaeton, Coupé, Brougham 2-türig, Limousine                                     |
| 1935 | Model 8-851      | Custom Dual Ratio       | 8        |               |               | Cabriolet, Phaeton, Coupé, Brougham 2-türig, Limousine                                     |
| 1935 | Model 8-851      | Salon Dual Ratio        | 8        |               |               | Cabriolet, Phaeton, Coupé, Brougham 2-türig, Limousine                                     |
| 1935 | Model 8-851      | Supercharged Dual Ratio | 8        |               |               | Speedster, Cabriolet, Phaeton, Coupé, Brougham 2-türig, Limousine                          |
| 1936 | Model 6-654      | Standard                | 6        |               |               | Cabriolet, Phaeton, Coupé, Brougham 2-türig, Limousine                                     |
| 1936 | Model 6-654      | Custom Dual Ratio       | 6        |               |               | Cabriolet, Phaeton, Coupé, Brougham 2-türig, Limousine                                     |
| 1936 | Model 6-654      | Salon Dual Ratio        | 6        |               |               | Cabriolet, Phaeton, Coupé, Brougham 2-türig, Limousine                                     |
| 1936 | Model 8-852      | Standard                | 8        |               |               | Cabriolet, Phaeton, Coupé, Brougham 2-türig, Limousine                                     |
| 1936 | Model 8-852      | Custom Dual Ratio       | 8        |               |               | Cabriolet, Phaeton, Coupé, Brougham 2-türig, Limousine                                     |
| 1936 | Model 8-852      | Salon Dual Ratio        | 8        |               |               | Cabriolet, Phaeton, Coupé, Brougham 2-türig, Limousine                                     |
| 1936 | Model 8-852      | Supercharged Dual Ratio | 8        |               |               | Speedster, Cabriolet, Phaeton, Coupé, Brougham, Limousine                                  |

Quelle:

## Produktionszahlen
Nachstehend die jährlichen Produktionszahlen.
| Jahr  | Produktionszahl |
| ----- | --------------- |
| 1900  | 8               |
| 1901  | 25              |
| 1902  | 72              |
| 1903  | 120             |
| 1904  | 144             |
| 1905  | 160             |
| 1906  | 189             |
| 1907  | 197             |
| 1908  | 356             |
| 1909  | 1.018           |
| 1910  | 1.365           |
| 1911  | 954             |
| 1912  | 1.605           |
| 1913  | 1.554           |
| 1914  | 1.094           |
| 1915  | 2.113           |
| 1916  | 2.686           |
| 1917  | 2.307           |
| 1918  | 1.374           |
| 1919  | 6.062           |
| 1920  | 5.034           |
| 1921  | 3.306           |
| 1922  | 2.408           |
| 1923  | 2.443           |
| 1924  | 2.474           |
| 1925  | 4.044           |
| 1926  | 7.138           |
| 1927  | 14.515          |
| 1928  | 12.899          |
| 1929  | 23.509          |
| 1930  | 12.985          |
| 1931  | 34.228          |
| 1932  | 11.145          |
| 1933  | 5.038           |
| 1934  | 7.770           |
| 1935  | 6.316           |
| 1936  | 1.263           |
| Summe | 179.918         |

## Museum

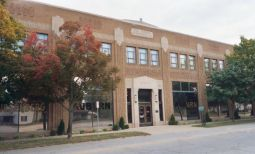
Das Auburn Cord Duesenberg Museum (2004).

In Auburn erinnert heute ein im ehemaligen Verkaufs- und Verwaltungsgebäude der Firma eingerichtetes Museum mit vielen betriebsfähigen Exponaten an die Konzernmarken Auburn, Cord, die in Indianapolis beheimateten Duesenbergs sowie an den Designer Gordon Buehrig. Am Labor-Day-Wochenende gibt es dort seit mehr als 50 Jahren das Treffen des Auburn-Cord-Duesenberg-Clubs, bei dem regelmäßig um die 300 dieser Autos und ihre Eigentümer zusammenkommen.